# チェバの定理

チェバの定理の第1の場合：三角形ABCの内部の点Oで3本の直線が交わる

チェバの定理の第2の場合：三角形ABCの外部の点Oで3本の直線が交わる

チェバの定理（ちぇばのていり、Ceva's theorem）とは、平面幾何学の定理の1つである。定理の名は、1678年にジョバンニ・チェバがDe lineis rectisを出版して証明を発表したのにちなむ。今判明している初出は、11世紀のサラゴサの王で数学者 Yusuf al-Mu'taman ibn Hud（英語版） の数学全書 Kitab al-lstikmalである。 

## 定理
三角形ABCにおいて、任意の点Oをとり、直線AOとBC、BOとCA、COとABの交点をそれぞれD、E、Fとする。この時、次の等式が成立する。なお、点Oは、三角形の内部にあっても外部にあってもよい。
{\displaystyle {AF \over FB}\cdot {BD \over DC}\cdot {CE \over EA}=1}

## 証明の方針
証明法はいくつかあるが、代表的な方針を述べる。

### 三角形の面積比を使う証明
線分の比を三角形の面積比に置き換えて証明する。三角形AFOと三角形BFOとは底辺の比がAF：FBで高さが等しいので、
{\displaystyle {AF \over FB}={\triangle AFO \over \triangle BFO}.}
同様にして、三角形AFCと三角形BFCとは底辺の比がAF：FBで高さが等しいので、
{\displaystyle {AF \over FB}={\triangle AFC \over \triangle BFC}.}
この2式より、
{\displaystyle {AF \over FB}={\triangle AFC-\triangle AFO \over \triangle BFC-\triangle BFO}={\triangle AOC \over \triangle BOC}.}
三角形BDOと三角形CDOとは底辺の比がBD：DCで高さが等しいので、
{\displaystyle {BD \over DC}={\triangle BDO \over \triangle CDO}.}
同様にして、三角形BDAと三角形CDAとは底辺の比がBD：DCで高さが等しいので、
{\displaystyle {BD \over DC}={\triangle BDA \over \triangle CDA}.}
この2式より、
{\displaystyle {BD \over DC}={\triangle BDA-\triangle BDO \over \triangle CDA-\triangle CDO}={\triangle BOA \over \triangle COA}.}
三角形CEOと三角形AEOとは底辺の比がCE：EAで高さが等しいので、
{\displaystyle {CE \over EA}={\triangle CEO \over \triangle AEO}.}
同様にして、三角形CEBと三角形AEBとは底辺の比がCE：EAで高さが等しいので、
{\displaystyle {CE \over EA}={\triangle CEB \over \triangle AEB}.}
この2式より、
{\displaystyle {CE \over EA}={\triangle CEB-\triangle CEO \over \triangle AEB-\triangle AEO}={\triangle COB \over \triangle AOB}.}
すなわち、定理の左辺は
{\displaystyle {\triangle AOC \over \triangle BOC}\cdot {\triangle BOA \over \triangle COA}\cdot {\triangle COB \over \triangle AOB}}
であるので1に等しい。

### メネラウスの定理を使う証明
チェバの定理はメネラウスの定理を使って容易に証明できる。
三角形ACFに対して線分BOEが交差するので、メネラウスの定理より、
{\displaystyle {\frac {AB}{BF}}\cdot {\frac {FO}{OC}}\cdot {\frac {CE}{EA}}=1}
が成り立つ。三角形BCFに対して線分AODが交差するので、メネラウスの定理より、
{\displaystyle {\frac {BA}{AF}}\cdot {\frac {FO}{OC}}\cdot {\frac {CD}{DB}}=1.}
チェバの定理はこの2つの式の比を計算することで導くことができる。

## 逆
チェバの定理の逆もまた成り立つ。即ち、任意の三角形ABCにおいて直線AB、BC、CA上に点D、E、Fをとり、D、E、Fのうち三角形ABCの辺上にある点が1個或いは3個の時、
{\displaystyle {AF \over FB}\cdot {BD \over DC}\cdot {CE \over EA}=1}
が成り立つのならば、3直線AD・BE・CFは1点で交わるか、または3直線AD・BE・CFは平行である。ここで、「平行」を「無限遠点で交わる」と解釈すれば、「3直線AD・BE・CFは1点で交わる」と結論づけることができる。